# Zapalenie mózgu von Economo

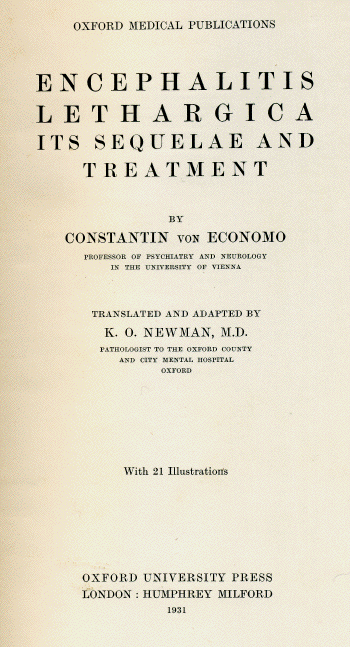
Strona tytułowa pracy von Economo o śpiączkowym zapaleniu mózgu

Zapalenie mózgu von Economo (śpiączkowe zapalenie mózgu, łac. encephalitis lethargica) – zapalenie mózgu o przypuszczalnie wirusowej etiologii. Zostało opisane w 1917 roku przez Constantina von Economo. Występowało epidemicznie w Europie od 1915 roku, a później na całym świecie: pandemia śpiączkowego zapalenia mózgu przypadła na lata 1917–1924. Choroba występowała sezonowo, nawracając między styczniem a marcem każdego roku. Szacuje się, że w Europie wystąpiło 80–120 tysięcy zachorowań, a w Stanach Zjednoczonych 25–40 tys.

## Historia
Przypuszczalnie epidemia śpiączkowego zapalenia mózgu rozpoczęła się w Rumunii w 1915 roku. W tym samym roku pierwsze zachorowania pojawiły się (według Crucheta) na granicy francusko-niemieckiej. Kolejne przypadki zaczęły pojawiać się w całej Europie, i w kwietniu 1917 roku Constantin von Economo przedstawił pierwszy opis choroby. Później napisał klasyczną monografię na temat schorzenia (Encephalitis lethargica. Its sequelae and treatment, 1931), dzięki której jego nazwisko jest do dziś wiązane z tą chorobą. W tym samym roku, trzynaście dni przed von Economo, chorobę opisali Francuzi Cruchet, Moutier i Calmette. Ze względu na I wojnę światową wymiana informacji pomiędzy Francją i Austrią była utrudniona i przypadki zapalenia śpiączkowego były odkrywane niezależnie w obu krajach. Epidemia w Europie i Stanach Zjednoczonych przypadła głównie na lata 1919–1920. Historia choroby jest opisana w książce Molly Caldwell Crosby. Od lat 20. nie opisano już żadnej epidemii śpiączkowego zapalenia mózgu, odnotowano jedynie pojedyncze, sporadyczne zachorowania. Można jednak powiązać epidemię 1915-1924 z wcześniejszymi, niewytłumaczonymi epidemiami, takimi jak mendosa w Lizbonie w 1521, pestilence soporeuse we Włoszech w 1561, morbus epidemicus per totam fere Europam Schlafkrankheit dictus w 1580 roku, epidemia śpiączki z porażeniem gałkoruchowym w Niemczech w 1605, opisana przez Sydenhama sleeping fever (febris comatosa) w Londynie w 1673-1675, De febre lethargica in strabismo utriusque oculi desinente opisana przez Albrechta von Hildesheima w 1695, Schlafkrankheit w Tybindze w 1712 roku, coma somnolentum w 1763 w Rouen znana z opisu Lepecq de la Clôture. Sam von Economo znał doniesienia o epidemii we Włoszech w latach 1890–1891 (nona), skojarzonej z pandemią grypy, także z relacji własnej matki.

## Epidemiologia
Constantin von Economo opisał 13 przypadków choroby w latach 1916-1917; u żadnego z pacjentów nie występowały wcześniej objawy grypy. Pierwsze przypadki choroby wystąpiły w Rumunii w 1915 roku. Cruchet opisał 40 pacjentów, przyjętych do wojskowej kliniki neuropsychiatrycznej w zimie 1915 roku we Francji; stanowili oni około 3% wszystkich chorych pacjentów tej kliniki. Prezentacja objawów i historia naturalna choroby we Francji przypominała te, które później obserwowano na wyspach brytyjskich. W 1918 roku liczba przypadków encephalitis lethargica w Europie gwałtownie wzrosła, i choroba przybrała rozmiary epidemii. Stallybrass wśród ponad 1000 przypadków opisanych w 1923 roku stwierdził objawy grypowe w ciągu ostatnich sześciu miesięcy tylko u czterech z nich, z czego u dwóch pacjentów były one wątpliwe. Z drugiej strony, w bardzo dużej grupie pacjentów z grypą podczas epidemii grypy w Camp Dix w New Jersey w 1918 roku na 6000 pacjentów z 800 zgonów nie przypadał ani jeden przypadek EL.
W Polsce pierwsze przypadki zaobserwował w 1917 roku Edward Flatau. Epidemia EL miała miejsce w zimie 1919/1920 roku; przypadki parkinsonizmu pozapalnego opisał Flatau w monografii z 1923 roku. Goldflam w pracy z 1922 roku napisał, że od 17 stycznia 1920 do 17 maja 1920 miał około 67 pacjentów z zapaleniem mózgu.
W grudniu 1919 roku w Odessie pierwsze przypadki EL odnotowane w Związku Radzieckim przedstawił Raimist.
W USA pierwsze przypadki opisano w Nowym Jorku we wrześniu i październiku 1918. Wczesnej wiosny 1919 choroba była już obserwowana w Illinois, Luizjanie i Teksasie. Od 1919 roku EL była traktowana jako osobna jednostka chorobowa w amerykańskich statystykach zgonów. W Mayo Clinic pierwsi pacjenci zostali przyjęci w zimie 1918–1919 roku. Najwięcej przypadków odnotowano tam w 1920 (180) i w 1923 roku (111), najwięcej co roku w styczniu i w lutym. W sumie statystyki USA mówią o 22 942 zgonach z powodu encephalitis lethargica, z czego 1/3 miała miejsce między 1919 a 1925. Ostrożne szacunki pozwalają ocenić całkowitą liczbę zachorowań na 25-40 tysięcy.

## Etiologia
Zbieżność czasowa pandemii śpiączkowego zapalenia mózgu i grypy hiszpanki sugerowały wspólny czynnik etiologiczny tych chorób. Nie wszyscy jednak skłaniali się ku tej hipotezie, między innymi sam von Economo. Wprowadzenie badań molekularnych do diagnostyki medycznej pozwoliło w 2001 roku zweryfikować prawdziwość tej hipotezy; jednakże badanie z użyciem RT-PCR nie wykazało wirusa grypy w zachowanych tkankach pacjentów zmarłych na EL, dowiedziono też, że wirus grypy hiszpanki nie mógł wykazywać neurotropizmu. Odkrycie prążków monoklonalnych w płynie mózgowo-rdzeniowym chorych na sporadyczną postać śpiączkowego zapalenia mózgu i dobra odpowiedź na leczenie steroidami wskazały na możliwe autoimmunologiczne podłoże choroby. Związek zapalenia mózgu z zapaleniem gardła sprawił, że wysunięto hipotezę o paciorkowcowym czynniku etiologicznym. Tym samym, śpiączkowe zapalenie mózgu byłoby częścią spektrum schorzeń neurologicznych związanych z infekcją paciorkowcową, tak jak znana od stuleci pląsawica Sydenhama i stosunkowo niedawno opisana grupa pediatrycznych, autoimmunologicznych schorzeń neuropsychiatrycznych związanych z infekcją paciorkowcową (ang. paediatric autoimmune neuropsychiatric disorders associated with streptococcal infections, PANDAS).

## Objawy i przebieg
W przebiegu choroby zaznaczała się faza ostra i faza przewlekła. Początkowo zapalenie mózgu postępowało gwałtownie, objawiając się:
- bólami i zawrotami głowy
- zaburzeniami rytmu snu – śpiączka, inwersja snu (senność w dzień i bezsenność w nocy) lub bezsenność
- zaburzeniami wzroku, porażeniami ocznymi
  - spadek ostrości widzenia
  - diplopia
  - opadanie powieki
  - anizokoria
  - objaw Argylla Robertsona
- silnymi bólami kończyn i tułowia (ból wzgórzowy lub kauzalgia)
- delirium
- drgawkami
- udarowymi objawami ogniskowymi:
  - zespół opuszkowy
  - niedowłady
  - afazja
  - zespół piramidowy
- zespołem pozapiramidowym (niekiedy w fazie ostrej, typowo w fazie przewlekłej):
  - wzmożenie napięcia mięśni
  - choreoatetoza
  - mioklonie mięśni brzucha, bolesne mioklonie kończyn i tułowia, mioklonie przepony (czkawka) – singultus epidemicus
  - drżenie
- zespołem móżdżkowym (rzadko)
- zespołem oponowym (w PMR zwykle bez zmian)
- zaburzeniami psychicznymi (pobudzenie).

Chory odczuwał senność i zasypiał na 1-2 tygodnie. Następnie albo zdrowiał, albo zapadał w stan mutyzmu akinetycznego i umierał. Faza ostra mogła przechodzić w fazę przewlekłą, mogła też ulec zatrzymaniu i nie postępować; faza przewlekła pojawiała się również bez poprzedzającej fazy ostrej.
Dla przewlekłej fazy śpiączkowego zapalenia mózgu charakterystyczne były:
- tzw. napady wejrzeniowe (przełomy wejrzeniowe, łac. crises oculogyres, ang. oculogyral spasms), polegające na trwającym sekundy-godziny napadowym, skojarzonym ustawieniu gałek ocznych ku górze, rzadziej w bok albo w dół. Próby zmiany ułożenia gałek ocznych były nieskuteczne, chorzy często skręcali głowę dostosowując ją do kierunku spojrzenia i upadali ku tyłowi. Towarzyszyły temu zaburzenia ostrości wzroku;
- objawy parkinsonizmu pośpiączkowego: akinezja, amimia, łojotok, ślinienie, łzawienie, wzmożone napięcie mięśni typu plastycznego, drżenie, dyskinezje (ruchy choreoatetotyczne, mioklonie, bradykinezje), brak współruchów, postawa zgięciowa, mikrografia; otępienie dotyczyło około 1/3 chorych.

### Neuropatologia
Nie ma objawów patognomonicznych, pozwalających na rozpoznanie neuropatologiczne EL. Stwierdzano zmiany nieswoiste:
Makroskopowo:
- niezmienioną oponę twardą
- przekrwienie i obrzęk opon miękkich
- przekrwienie kory i jąder podstawy

Mikroskopowo:
- okołonaczyniowe nacieki komórek zapalnych jednojądrowych w oponach
- okołonaczyniowe nacieki w parenchymie mózgowia
- nagromadzenia komórek mikrogleju w pobliżu dużych neuronów, tworzących glejowe „trawniki” (niem. Gliarasen)
- skupiska komórek mikrogleju rozmieszczone niezależnie od neuronów i naczyń, w małych okrągłych rozetkowatych grupkach. Ciężkość procesu chorobowego nie koreluje z intensywnością nacieku komórek zapalnych
- brak wykładników martwicy tkanek (jedna z najbardziej charakterystycznych cech)
- uszkodzenie dotyczy neuronów ruchowych, neuronów istoty siatkowatej, istoty czarnej, wzgórza, jąder podstawy, kory i rdzenia
- różne stopnie uszkodzenia neuronów: obrzęk, hialinizacja, tigroliza, przesunięcie jądra na obwód, bledniecie i zanik jądra, tworzenie „duchów” komórek i zwyrodnienie tłuszczowe
- zmiany o charakterze splątków neurofibrylarnych, przypominających splątki typowe dla obrazu choroby Steele’a-Richardsona-Olszewskiego
- nie obserwowano ciał Lewy’ego.

## Encephalitis lethargica w kulturze i historii
Książka Olivera Sacksa Awakenings opisuje przypadki encephalitis lethargica. Na podstawie tej książki powstał film Przebudzenia w 1990 z Robertem De Niro i Robinem Williamsem w rolach głównych oraz sztuka teatralna Harolda Pintera A Kind of Alaska.
Choroba jest też wspomniana w komiksie Neila Gaimana The Sandman.
Zasugerowano, że parkinsonizm Adolfa Hitlera (którego objawy przejawiał w wieku 34 lat w 1923 roku i w wieku lat 45, w roku 1934) najprawdopodobniej miał charakter pozapalny.